# Armand Leroy de Saint-Arnaud
Pour les articles homonymes, voir Leroy et St-Arnaud.
Armand Jacques Achille Leroy de Saint-Arnaud, né à Paris le 20 août 1798 et mort en mer Noire le 29 septembre 1854, est un général de division, ministre de la Guerre et maréchal de France.
Il se distingue au sein de l'armée d'Afrique au cours de la conquête de l'Algérie où il passe plus de treize années, puis, nommé ministre de la Guerre en octobre 1851, il assure le succès du coup d'État du 2 décembre 1851. Élevé à la dignité de maréchal en décembre 1852, il commande l'armée d'Orient lors de la guerre de Crimée en 1854 et s'illustre à la bataille de l'Alma le 20 septembre. Il meurt du choléra le 29 septembre 1854, âgé de 56 ans.

## Biographie

### Famille
Fils de Jean Dominique Leroy (1758-1803), avocat, membre du Tribunat, puis préfet de l'Aude et de Louise Catherine Papillon de Latapy (1780-1852), Armand Jacques est le frère aîné d'Adolphe Le Roy de Saint-Arnaud (1801-1873), conseiller d'État et sénateur et le frère utérin d'Adolphe de Forcade Laroquette (1820-1874), qui deviendra ministre. Les deux frères Saint-Arnaud épousent deux sœurs, Eugénie et Louise, filles du marquis de Trazegnies d'Ittre, ancien colonel d'infanterie néerlandaise, et de Marie-Anne-Charlotte-Louise, comtesse d'Argenteau. De son premier mariage avec Louise Pasquier (1800-1836), le maréchal de Saint-Arnaud a une fille, Louise-Hortense (1831-1857) qui épouse Maurice de Chastenet, marquis de Puységur, ancien officier d'ordonnance de l'empereur Napoléon III et descendant du maréchal de Puységur. D'où postérité. En 1848, il se remarie avec Louise-Anne-Marie de Trazégnies (1816-1905).

### Premières années
En 1814, le jeune Armand Leroy, collégien du lycée Napoléon, travaille aux fortifications de Paris et, après la déchéance de Napoléon Ier, s'engage dans la Garde nationale à cheval de Paris. Il acquiert alors son surnom d'Achille et adopte le patronyme de Saint-Arnaud. Il parvient à entrer dans les gardes du corps du Roi, compagnie Grammont, mais en est renvoyé pour vol. Entré dans un régiment d’infanterie, il doit démissionner après avoir provoqué son commandant en duel.

### Campagne de Grèce (1822)
Il s'embarque en mai 1822 à Marseille sur le Duchesse-d'Angoulême en compagnie d'un groupe d'autres volontaires philhellènes qui partent en Grèce pour secouer le joug turc,. Débarqué le 25 mai à Navarin, il ne participe qu'à quelques escarmouches près de Modon ; déçu par son aventure, il quitte la Grèce au bout de quelques jours (il écrit de Salonique le 12 juin) sur le navire qui l'avait amené, et s'embarque de Salonique pour la France le 5 août grâce au soutien du consul de France, après avoir visité plusieurs villes du Levant.
Il mène ensuite une existence irrégulière et misérable avant de demander sa réintégration dans l'armée en 1827. Il est nommé alors au 49e d'infanterie à Vannes. Désigné pour partir à La Martinique, il démissionne et la vie d'aventures recommence. Il donne des cours de langues, enseigne l'escrime, la musique et joue la comédie sous le nom de Florival.

### Guerre de Vendée - Blaye - Palerme (1832-1833)
Il doit attendre 1831 pour enfin lancer sa carrière. Sa rencontre avec Bugeaud transforme Saint-Arnaud. Lieutenant le 9 décembre 1831, il devient officier d'ordonnance du général Bugeaud et prend part à la répression des troubles en Vendée, il est ensuite chargé d'escorter la duchesse de Berry de Blaye à Palerme.

### Conquête de l'Algérie (1837-1851)
Sa carrière militaire commence véritablement lors de la conquête de l'Algérie, comme capitaine de Légion étrangère. Il se distingue dans les campagnes d’Algérie avec les généraux « africains » Cavaignac et Pélissier, dirigés par le général et gouverneur, futur maréchal de France, Thomas Bugeaud.
En 1837, nouvellement promu capitaine, il se distingue au siège de Constantine et est fait chevalier de la  Légion d'honneur. Après la prise de Djidjelli en 1839, il est cité à l'ordre du jour. En 1840, l'année où il est autorisé par ordonnance royale à s'appeler Leroy de Saint-Arnaud, le général Schramm indique : « officier ardent et brave militaire ; s'est distingué plusieurs fois, digne d'avancement ». Il est chef de bataillon au 18e léger en août 1840, au Régiment de zouaves en mars 1841 ; lieutenant-colonel du 53e régiment d'infanterie de ligne en mars 1842 ; colonel du 32e régiment d'infanterie de ligne en octobre 1844, puis du 53e le même mois. Son avancement est la récompense de sa conduite lors de l'assaut de Constantine, de l'attaque du col de Mouzaia et de la prise de Mascara. Après avoir commandé les subdivisions de Miliana et d'Orléansville, il réprime l'insurrection du Dahra (1845-1847) puis contraint cheikh Boumaza à se constituer prisonnier en avril 1847. Dans une courte lettre datée du 13 avril 1847 adressée à son frère, il écrit « Bou-Maza est entre mes mains! Il est ici [à Orléansville] depuis deux heures. C’est un beau et fier jeune homme! Nous nous sommes regardés dans le blanc des yeux. J'ai tout de suite annoncé cette bonne nouvelle au maréchal [Bugeaud], qui sera bien heureux ». Il est récompensé par le grade de maréchal de camp en novembre 1847. Il commande la subdivision de Mostaganem, celle d'Alger en 1849, après avoir été promu général de brigade en 1848. Il commande ensuite la division de  Constantine en janvier 1850. En mai 1851, il commande en chef le corps expéditionnaire de 9 500 hommes dans les montagnes de la Petite-Kabylie, avec sous ses ordres les deux brigades des généraux Bosquet et de Luzy. Il est promu général de division en juillet 1851.
À partir de 1843, Saint-Arnaud comme d'autres chefs de l'armée d'Afrique reçoit les ordres de représailles de Changarnier et de Bugeaud. Il écrira : "ce système est horrible, mais il nous servira". En effet, les "lois de la guerre" que l'on pouvait retrouver en Europe étaient une notion vide de sens dans le Nord de l'Afrique. Ainsi le bey de Constantine, Achmet, se vantait de compter 12 000 têtes à son actif, et pas seulement d'ennemis, mais aussi des tribus coincées entre les Français et les hommes d'Abd El Kader. La réponse française fût alors de frapper vite et fort, en appliquant la même tactique. Saint-Arnaud décrit son quotidien dans de nombreuses lettres envoyées à sa famille : « On ravage, on brûle, on pille, on détruit les moissons et les arbres. » Les mots de Saint-Arnaud dans ses lettres sont directs. Il se plaint même parfois du manque de combats. Il commente aussi les actions de ses pairs : "Les journaux te donneront les tristes détails des extrémités cruelles où Pélissier a été obligé d'en venir pour soumettre les Ouled Rias qui s'étaient réfugiés dans leurs cavernes... Le fanatisme est une horrible chose. Pélissier a employé tous les moyens, tous les raisonnements, toutes les sommations. Il a dû agir de rigueur. J'aurais été à sa place, j'aurais fait de même, mais j'aime mieux que ce lot lui soit tombé qu'à moi". Il rajoute : "Aurait-on préféré lire : la colonne Pélissier a eu deux cents hommes tués devant les grottes des Ouled Rias, et toute la population a pu s'échapper avec ses armes ? ". Il trouve que « l'Afrique perd de sa poésie » quand il pratique le massacre en grand par « l'enfumade », méthode consistant à asphyxier des centaines de personnes réfugiées dans des cavernes. 
À Aïn Merane il emmure vivantes huit cents personnes de la tribu Sbeha, du 8 au 12 août 1845. Durant cet épisode, il demande que la tribu se rende. Quelques insurgés paraissent, leurs camarades les abattent. Le 12, après une dernière exhortation, le feu est mis. et écrit par la suite à son frère : « Je fais boucher hermétiquement toutes les issues et je fais un vaste cimetière. La terre couvrira à jamais les cadavres de ces fanatiques. Personne n'est descendu dans les cavernes. Personne que moi ne sait qu'il y a dessous 500 brigands qui n'égorgeront plus les Français. Un rapport confidentiel a tout dit au maréchal, sans poésie terrible ni images. Frère, personne n'est bon par goût et par nature comme moi !… Du 8 au 12 août, j'ai été malade, mais ma conscience ne me reproche rien. J'ai fait mon devoir de chef, et demain je recommencerai, mais j'ai pris l'Afrique en dégoût ! ».
Il passe au total plus de 13 ans en Algérie au cours de quatre séjours effectués entre 1837 et 1851.

### Ministre de la Guerre  (octobre 1851-mars 1854)
Nommé ministre de la Guerre le 26 octobre 1851 par le prince-président Louis-Napoléon Bonaparte, il lui permet de réussir son coup d'État le 2 décembre en mitraillant la « canaille » parisienne. 
« Cet homme avait donné naguère un coup de main
Au recul de la France et de l’esprit humain ;
Ce général avait les états de service
D’un chacal, et le crime aimait en lui le vice.
Buffon l’eût admis, certes, au rang des carnassiers. »
, dira Victor Hugo dans "les Chatiments". Jules Ferry, autre farouche anti-bonapartiste, qualifiera de « Saint-Arnaud de café-concert » le général Boulanger.
Le 26 janvier 1852, il est élu sénateur puis conseiller général de la Gironde le 18 mars.
Il est  décoré de la médaille militaire le 13 juin 1852 et devient maréchal de France le 2 décembre 1852. Il est ensuite nommé grand écuyer de l'Empereur le 31 décembre 1852 puis élevé à la dignité de grand-croix de la Légion d'honneur le 23 décembre 1853.
Son administration est marquée par de nombreuses améliorations dans l'armée avec notamment la reconstitution du cadre d'état-major général de l'armée, et le rétablissement de la section de réserve pour les officiers généraux et les intendants militaires ; l'augmentation de la solde des sous-officiers de toutes armes ; l'amélioration du pain du soldat ; la réorganisation de la gendarmerie, de l'artillerie, du corps de santé de l'armée de terre, de l'École de cavalerie de Saumur ; la création d'une section de cavalerie à l'école impériale militaire de Saint-Cyr, la formation du régiment des guides, de deux nouveaux régiments de zouaves ; de dix nouveaux bataillons de chasseurs à pied et la mise sur pied en mars 1854 d'un régiment provisoire de tirailleurs algériens pour la guerre de Crimée.

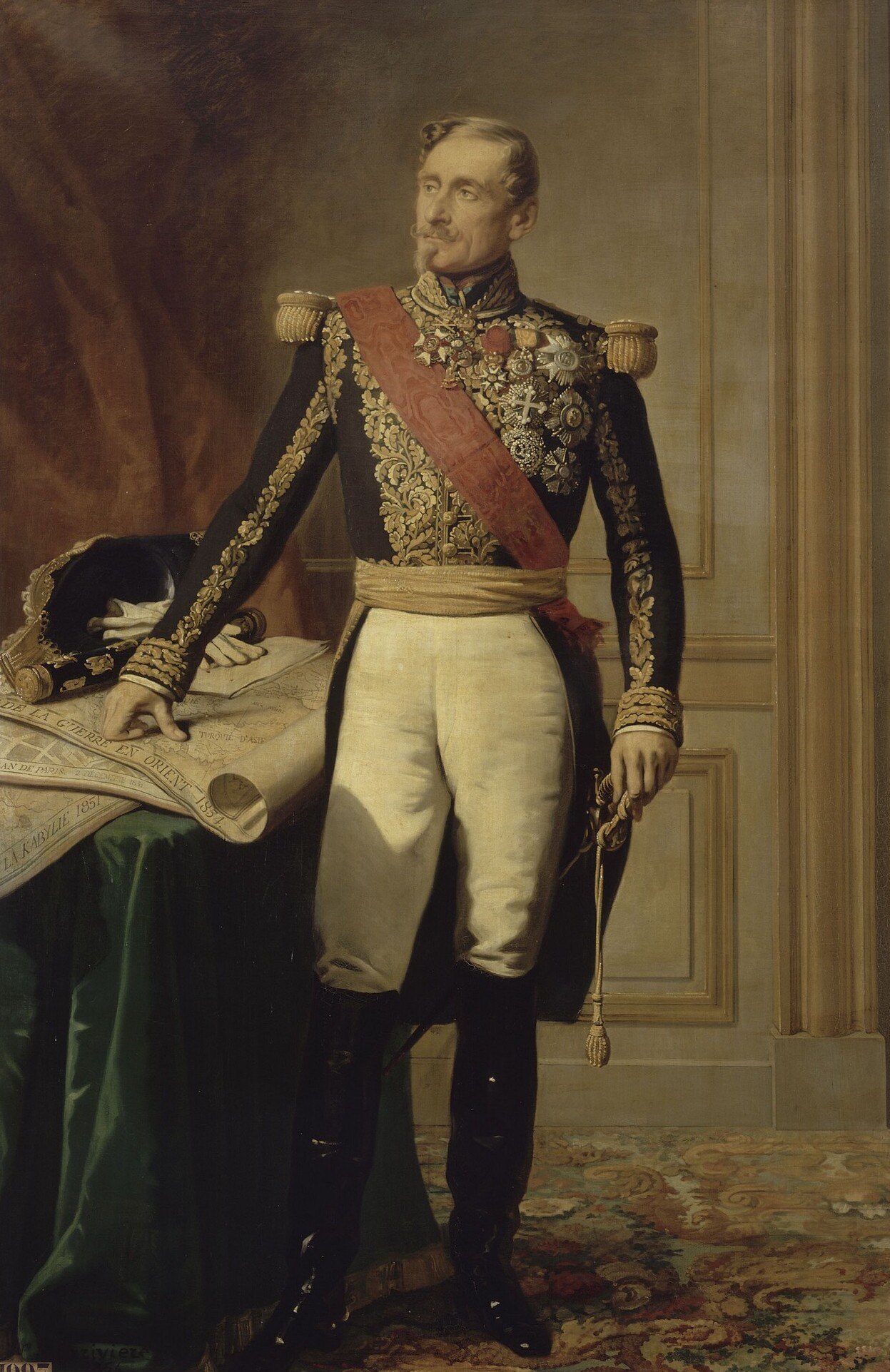
Armand Jacques Leroy de Saint-Arnaud, maréchal de France, Charles-Philippe Larivière, 1854.

### Guerre de Crimée (avril-septembre 1854)
En mars 1854, il quitte le ministère de la Guerre pour prendre le commandement de l'expédition de Crimée. Bien que sa santé soit déjà chancelante, l'Empereur lui accorde sa confiance.
Saint-Arnaud arrive à Constantinople en mai 1854 et embarque pour la Crimée le 5 septembre. Il remporte brillamment la bataille de l'Alma, le 20 septembre 1854, mais miné depuis longtemps par une péricardite, il contracte également le choléra et, le 26 septembre, il remet le commandement à Canrobert. Le 29 septembre 1854, il embarque à bord du Berthollet à dix heures du matin, afin de voguer vers Constantinople où il espère retrouver sa seconde épouse mais il meurt le même jour à quinze heures.
Napoléon III le fait inhumer aux Invalides. En apprenant sa mort, le duc d'Aumale s'avouera profondément ému : "Cette épreuve-ci, pour moi, passe toutes les autres. Le maréchal et le duc échangeaient une correspondance importante depuis le moment où ce dernier fût nommé Gouverneur Général de l'Algérie. Il rajoutera, un quart de siècle plus tard : "C'était un des hommes les plus remarquables que j'ai connus".

## Le château Malromé
En 1847, le château Malromé (33) et son domaine sont transmis à Adolphe de Forcade Laroquette, président du Conseil d'État sous Napoléon III, et à son demi-frère, le maréchal de Saint-Arnaud, gouverneur de Paris et ministre de la Guerre, qui feront restaurer le château « d'après Viollet-le-Duc ».[réf. nécessaire] En 1883, le domaine est vendu à la comtesse Adèle de Toulouse-Lautrec ; son fils Henri de Toulouse-Lautrec, qui se plait à y séjourner fréquemment, y terminera son existence le 9 septembre 1901.

## Distinctions
- Maréchal de France (2 décembre 1852) ;

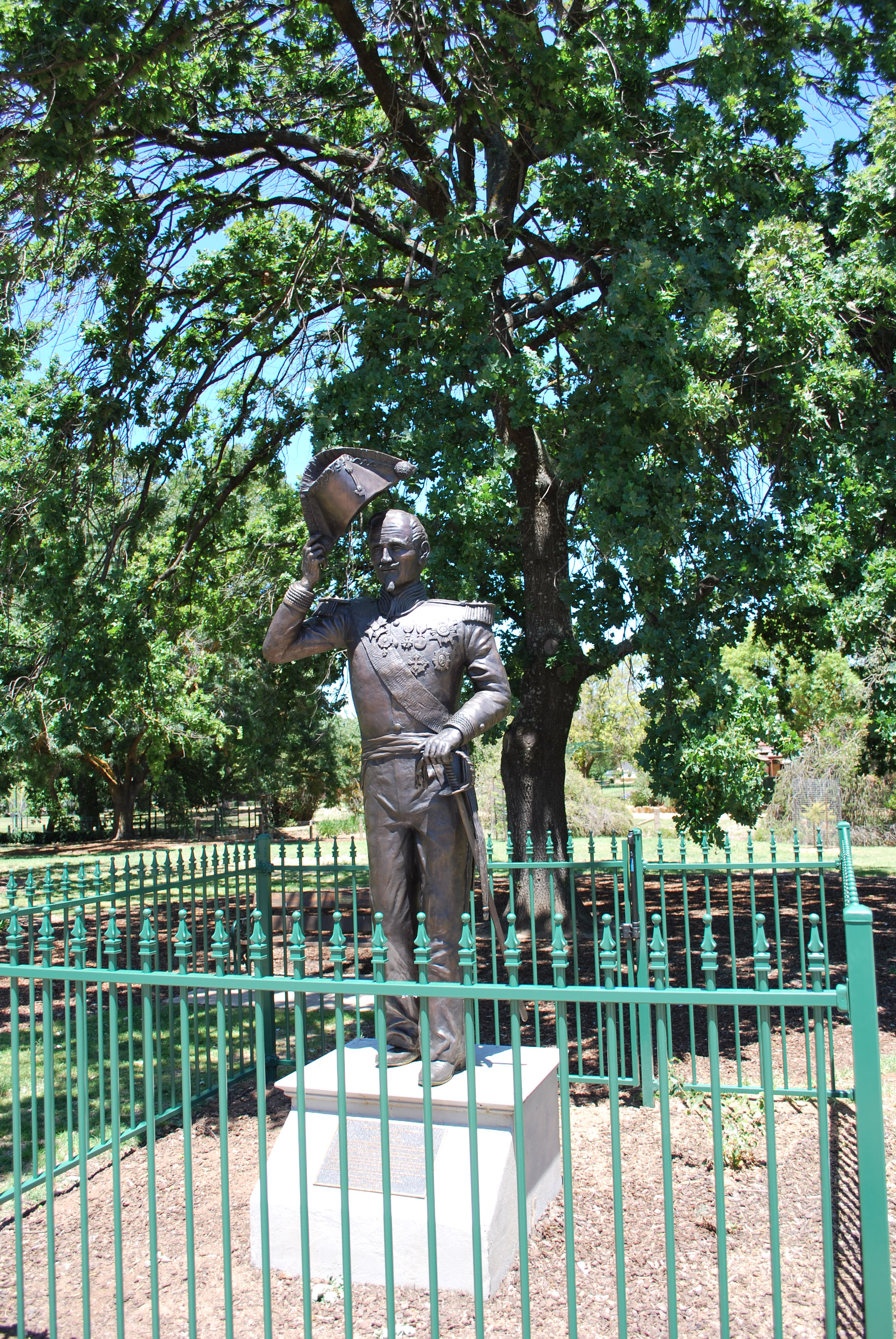
Statue du maréchal à St Arnaud.

- Grand écuyer de France (31 décembre 1852) ;

## Décorations

### Françaises
- Grand-croix de la Légion d'honneur le 23 décembre 1853, à 55 ans (étant maréchal de France)
  - Grand officier le 19 octobre 1853, à 55 ans (étant maréchal de France)
  - Commandeur le 25 janvier 1848, à 47 ans (étant colonel)
  - Officier le 17 août 1841, à 43 ans (étant chef de bataillon)
  - Chevalier le 11 novembre 1837, à 39 ans (étant capitaine)
- Médaille militaire le 13 juin 1852, à 53 ans (étant général de division)

### Étrangères
- Grand-croix de l’ordre des Saints-Maurice-et-Lazare
- Grand-croix de l'ordre de Saint-Georges de la Réunion (Deux-Siciles)
- Grand-croix de l'ordre de Pie IX
- Grand-croix de l'ordre de Saint-Grégoire-le-Grand
- Commandeur de l'ordre de Léopold de Belgique
- Ordre du Médjidié de 1re classe de Turquie
- Ordre du Nichan Iftikhar de 1re classe de Tunis

## Hommages
- La ville de St Arnaud (État de Victoria, Australie), nommée en son honneur, érigea une statue à son effigie.
- montagne en Nouvelle-Zélande.
- Une localité de l’Algérie française reçut le nom de Saint-Arnaud : c’est l’actuelle El Eulma.
- À Paris, une voie ouverte en 1855 reçut le nom de rue Saint-Arnaud avant d’être renommée rue Volney en 1879.
- À Arcachon, commune créée en 1857, une avenue - ainsi qu'une impasse, la prolongeant à l'est - porte son nom.

## Publications
- Lettres du maréchal de Saint-Arnaud, 1832-1854., Lévy frères, 1858.
  - Tome 1. Lire en ligne
  - Tome 2. Lire en ligne

## Armoiries
| Figure | Blasonnement |
|        | Selon Johannes Baptist Rietstap : D'argent, au chevron de gueules, acc. en chef de deux étoiles d'azur et en pointe d'une merlette de sable. Supports : deux lions regardants. |
|        | On trouve aussi : D'argent au chevron de gueules, accompagné de deux étoiles d'azur en chef et d'un cygne de sable sur une mer de sinople en pointe.                           |